# Nikolay Alexeyevich Nekrasov
Nikolay Alekseyevich Nekrasov (tiếng Nga: Никола́й Алексе́евич Некра́сов; 10 tháng 12 năm 1821 – 8 tháng 1 năm 1878) là nhà thơ Nga, một trong những nhà thơ lớn nhất của thơ ca Nga thế kỉ 19.

## Tiểu sử
Nikolay Alekseyevich Nekrasov sinh ở Nemirov (nay là tỉnh Vinitsa, Ukraina) trong một gia đình có 13 đứa con. Thời nhỏ thường sống ở trang trại bên bờ sông Volga, gần gũi với cuộc sống của nông dân. Từ 1832 đến 1837 ông học ở trường Gymnazy Yaroslavl. Năm 1838 Nekrasov đến Sankt-Peterburg và được nhận làm sinh viên dự thính của khoa triết, Đại học Sankt-Peterburg. Ông bắt đầu đăng thơ trên bào từ năm 1838; năm 1840 ông in tập thơ đầu tiên Мечты и звуки (Những ước mơ và tiếng vang) không thành công. Nhà phê bình Vissarion Grigoryevich Belinsky khuyên Nekrasov viết về những dề tài xã hội.
Trong những năm 1845-1846, ông gặt hái những thành công đầu tiên với những bài thơ nổi tiếng như В дороге (Trên đường), Тройка (Troyka), Родина (Tổ quốc) – nhà thơ đứng về phía nông dân, tố cáo địa chủ cường hào. Năm 1846 Nekrasov trở thành biên tập của tạp chí Sovremennik (Người đương thời) cho đến khi tạp chí bị đóng cửa vào năm 1866.
Trong thập niên 1850 và thập niên 1860, Nekrasov nổi tiếng là một nhà thơ của nhân dân, nhạy cảm với nỗi đau của con người và sự bất công trong xã hội. Những trường ca: Мороз, Красный нос (Giá băng, mũi đỏ, 1863), Кому на Руси жить хорошо (Ai sống sung sướng ở nước Nga, 1863-1877) đã vẽ lên bức tranh nhiều mặt của đời sống Nga mà trước hết là những người nông dân. Nhà thơ mơ ước về cuộc sống hạnh phúc cho họ. Các nhà phê bình gọi thơ và trường ca của Nekrasov là bộ bách khoa toàn thư về đời sống Nga trong những thập niên đó. Nikolay Nekrasov được coi là người kế tục truyền thống thơ ca của Aleksandr Sergeyevich Pushkin, Mikhail Yuryevich Lermontov và là người chuẩn bị sự phát triển tiếp theo của thơ ca Nga. Ông mất ở Sankt-Peterburg.

## Tác phẩm
- Стихотворения (Thơ, 1856)

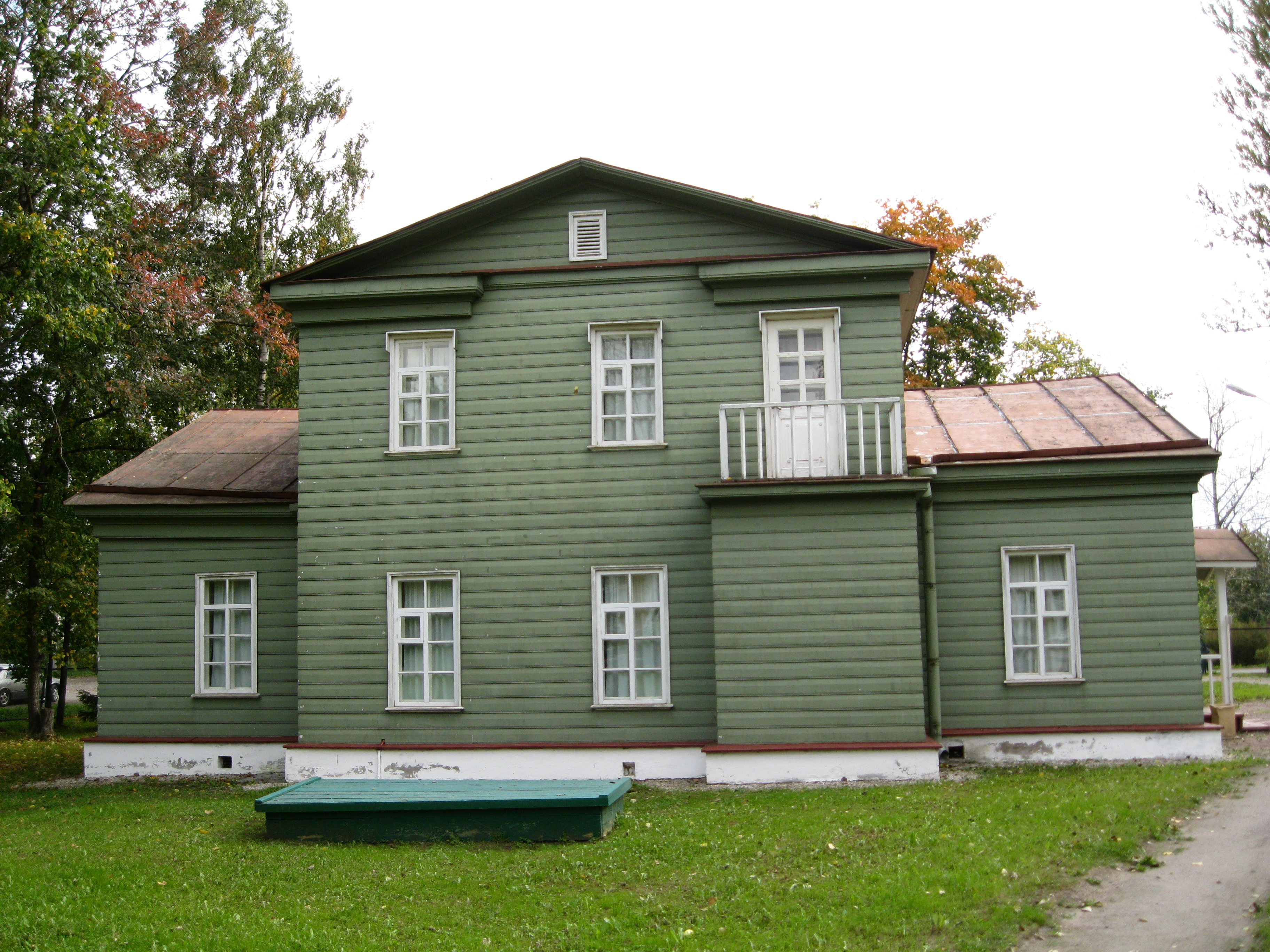
Bảo tàng về N. Nekrasov ở Chudovo

- Крестьянские дети (Những đứa con nông dân, 1861), trường ca
- Mороз, Красный нос (Giá băng, mũi đỏ, 1863), trường ca
- Кому на Руси жить хорошо (Ai sống sung sướng ở nước Nga, 1863-1877), trường ca
- Дедушка (Ông nội, 1870), trường ca
- Русские женщины (Những người phụ nữ Nga, 1872-73), trường ca
- Современники (1875-1876), thơ châm biếm
- Колыбельная песня (Bài hát ru, 1871), thơ châm biếm
- Современная ода (Bài oda thời hiện đại, 1873), thơ châm biếm
- Недавнее время (Thời gian gần đây, 1871), thơ châm biếm

## Một vài bài thơ
| Замолкни, Муза мести и печали! Я сон чужой тревожить не хочу, Довольно мы с тобою проклинали. Один я умираю - и молчу. К чему хандрить, оплакивать потери? Когда б хоть легче было от того! Мне самому, как скрип тюремной двери, Противны стоны сердца моего. Всему конец. Ненастьем и грозою Мой темный путь недаром омрача, Не просветлеет небо надо мною, Не бросит в душу теплого луча... Волшебный луч любви и возрожденья! Я звал тебя - во сне и наяву, В труде, в борьбе, на рубеже паденья Я звал тебя,- теперь уж не зову! Той бездны сам я не хотел бы видеть, Которую ты можешь осветить... То сердце не научится любить, Которое устало ненавидеть. Прости Прости! Не помни дней паденья, Тоски, унынья, озлобленья,- Не помни бурь, не помни слез, Не помни ревности угроз! Но дни, когда любви светило Над нами ласково всходило И бодро мы свершали путь,- Благослови и не забудь! Ты всегда хороша несравненно Ты всегда хороша несравненно, Но когда я уныл и угрюм, Оживляется так вдохновенно Твой веселый, насмешливый ум; Ты хохочешь так бойко и мило, Так врагов моих глупых бранишь, То, понурив головку уныло, Так лукаво меня ты смешишь; Так добра ты, скупая на ласки, Поцелуй твой так полон огня, И твои ненаглядные глазки Так голубят и гладят меня,- Что с тобой настоящее горе Я разумно и кротко сношу, И вперед - в это темное море - Без обычного страха гляжу... Великое чувство ! Великое чувство ! У каждых дверей, В какой стороне ни заедем, Мы слышим, как дети зовут матерей, Далеких, но рвущихся к детям. Великое чувство ! Его до конца Мы живо в душе сохраняем, Мы любим сестру, и жену, и отца, Но в муках мы мать вспоминаем ! Мы с тобой бестолковые люди Мы с тобой бестолковые люди: Что минута, то вспышка готова ! Облегченье взволнованной груди, Неразумное, резкое слово. Говори же, когда ты сердита, Все, что душу волнует и мучит ! Будем, друг мой, сердиться открыто: Легче мир - и скорее наскучит. Если проза в любви неизбежна, Так возьмем и с нее долю счастья: После ссоры так полно, так нежно Возвращенье любви и участья... | Nàng Thơ đau khổ Thôi im đi, Nàng Thơ đau khổ Chẳng muốn làm phiền nữa giấc mơ xinh Tôi và em đã từng nguyền rủa Giờ lặng im để tôi chết một mình. Khóc làm chi những buồn đau mất mát? Dẫu biết rằng khóc cho nhẹ lòng thêm Tôi như cánh cửa tù rên cót két Đã chán rồi tiếng nức nở con tim. Thế là hết! Giờ gió mưa u ám Đường tôi đi ảm đạm chẳng vô tình Trên đầu tôi giờ chẳng còn hửng sáng Tia nắng hồng ấm áp giữa tâm linh. Tia nắng thần tiên của tình yêu hi vọng Tôi vẫn gọi trong mơ và cả trong đời Trong lao động, đấu tranh, khi bên bờ vực thẳm Vẫn gọi tên nhưng nay đã thôi rồi! Cái vực thẳm mà tôi không muốn biết Nơi mà em muốn thắp sáng đôi điều Con tim khi đã không còn thấy ghét Có nghĩa là cũng đã chẳng còn yêu. Xin lỗi Xin lỗi nhé! Quên đi ngày sụp đổ Quên hết buồn đau, thất vọng, ưu phiền Quên đi nước mắt, quên ngày bão tố Quên oán thù và giận dỗi, hờn ghen. Nhưng trong ngày, khi tình yêu rực rỡ Ôm vào lòng tình ve vuốt mơn man Ta sảng khoái biết bao và hãy nhớ Với cuộc đời đừng quên nói: cảm ơn! Em bao giờ cũng xinh đẹp tuyệt trần Nhưng khi anh buồn rầu và cau có Thì em hào hứng, thì em rộn rã Em vui tươi và em nhạo cười anh. Em cười vang mà nghe thật dễ thương Như kẻ thù của anh em nhạo báng Đầu gục xuống trông vô cùng sầu thảm Em nhạo cười anh láu lỉnh, thật buồn. Em ngoan hiền, ít âu yếm với anh Nhưng nụ hôn của em luôn cháy bỏng Đôi mắt của em dịu dàng, đằm thắm Đang vuốt ve và mơn trớn nhìn anh. Rằng khổ đau trong hiện tại vì em Anh dễ dàng và khôn ngoan gắng đợi Và phía trước – dù chỉ là biển tối Bằng đôi mắt không sợ hãi anh nhìn… Vĩ đại thay ! Vĩ đại thay ! Sau từng cánh cửa, Dù đi xa hay ở rất gần, Ta vẫn nghe tiếng con gọi mẹ Mẹ dù xa nhưng ngóng về con. Vĩ đại thay ! Muôn đời tình mẹ Trong tim ta trân trọng giữ gìn, Ta yêu chị, yêu cha, yêu vợ, Nhưng khổ đau ta nhớ mẹ hiền ! Tôi và em Tôi và em là những người tính nóng: Rằng phút giây là có thể bùng lên ! Ta muốn làm vơi đi niềm xúc động, Bằng những lời gay gắt, thiếu khôn ngoan. Thì cứ nói, khi mà em giận dữ, Những gì em đau đớn, bồi hồi ! Em cứ giận, chẳng cần chi phải giữ: Thấy nhẹ lòng nhưng là chán đấy thôi. Nếu thông lệ tình yêu không tránh khỏi, Thì hạnh phúc ta nhận lấy ít nhiều: Sau cãi vã là lặng yên, êm ái Là sự trở về của số mệnh, tình yêu... Bản dịch của Nguyễn Viết Thắng. |